# Nandito Ako
Nandito Ako —en español: Aquí estoy — es el primer álbum recopilatorio de la cantante y compositora mexicana Thalía lanzado en enero de 1997. Los productores fueron Oscar Lopez, Emilio Estefan, Kike Santander y Juan Zambrano e incluye cuatro canciones en tagalo, el idioma oficial de las Filipinas, así como cinco versiones en inglés de En éxtasis y una remezcla en español de «Amándote». Esta fue la primera vez que Thalía cantaba en tagalo y también en inglés; de la compilación únicamente se publicó el sencillo «Nandito Ako» aunque en su edición de 2007 se lanzó el tema «Marimar».

## Antecedentes
Luego de su actuación en la «Trilogía de las Marías» de 1992 a 1996, Thalía fue invitada por el presidente de Filipinas Fidel V. Ramos, para presentarse en ese territorio debido al impacto cultural de esas telenovelas, en especial Marimar que se convirtió en el programa televisivo con mayor audiencia en la década de 1990 en ese país. Thalía ya establecida en agosto de 1996, causó cierta controversia ante sus detractores, ya que en medio de un histórico acuerdo de paz con las guerrillas musulmanas y las celebraciones del centenario de la revolución filipina, se le prestó más atención a la visita de la intérprete que a dichas acciones y para promocionarle se utilizó casi USD 500 000; la prensa de Filipinas lo catalogó como la visita más acaudalada después de la del papa Juan Pablo II. Aunque esto llamó la atención en diarios y revistas semanales tales como The New York Times, Newsweek o People. Thalía durante un recital en el Araneta Coliseum anunció que publicaría un disco en el que incluiría canciones en tagalo.

## Historia
Cuando Thalia visitó Filipinas en agosto de 1996, el frenesí mediático superó la visita del Papa Juan Pablo II un año antes y la visita de Elvis Presley. La cantante y actriz fue recibida por el presidente Fidel Valdez Ramos en un inmenso océano de fanes y un idioma distinto. Thalia conquistó Filipinas en Español, algo que provocó el desconcierto de los expertos en comunicaciones y sacudió el escenario televisivo y radial en esta nación. Su estadía de una semana recibió gran cobertura de la prensa en vivo, notable porque el gobierno del país se encontraba en medio de negociaciones de un histórico acuerdo de paz con rebeldes musulmanes y celebrando el centenario de la Revolución Filipina. Como dato interesante, durante esa generación hay gran cantidad de niñas que fueron nombradas “Thalia” y “Marimar” en honor a la artista. En una industria donde el interés puede durar un segundo, la popularidad de la intérprete mexicana se convirtió en un fenómeno para los expertos. Thalia, de 25 años en ese entonces, alcanzó el favor y el cariño del público con la emisión de su telenovela “Marimar”. Los seguidores filipinos llevaron a “Marimar”, “María la del Barrio” y al disco que grabó en Tagalog, “Nandito Ako”, a los primeros puestos de las listas de audiencia y ventas en un tiempo récord. En medio de las festividades, el archipiélago se hizo conocido como "República de Mari Mar."

## Recepción
La única canción publicada es «Nandito Ako» canción escrita por Aaron Paul del Rosario para Ogie Alcasid en la década de 1980. El álbum vendió 40,000 mil copias en su primera semanas en las Filipinas, por el que obtuvo un disco de platino. Luego de 10 meses después de su publicación, otros álbumes de la cantante como En éxtasis y Amor a la mexicana obtuvieron el mismo reconocimiento. Durante una nueva estadía en Filipinas, varios artistas de ese país le rindieron un concierto homenaje denominado «Hola Thalía».
Respecto a la recepción Thalía comentó en julio de 1997:

Este álbum para Filipinas fue genial, fue sensacional, más que nada por grabar mi primer disco en otro idioma que es el Tagalog y el inglés, y además la retribución que me dio es que al quinto día de salir a la venta en Asia ya teníamos el disco de oro y al séptimo el disco de platino. Ahorita por el momento llevamos los tres discos de platino[...] Y, [¡]wow!, ha sido una satisfacción cantar en este idioma Tagalog que es tan difícil y tan complicado. Pero a la misma vez es fácil, porque como lo lees, lo pronuncias, y entonces es sensacional. Es muy, muy simpático..

A través de los años, gracias al éxito obtenido en Filipinas, el nombre «Nandito Ako» ha inspirado a la serie de televisión de 2012 distribuida por Associated Broadcasting Company del que además el estadounidense David Archuleta realizó su versión. También otros cantantes de ese país han versionado el tema inspirado especialmente en Thalía.

## Certificaciones
| Territorio | Organismo certificador | Certificación | Ventas certificadas |
| ---------- | ---------------------- | ------------- | ------------------- |
| Filipinas  | PARI                   | 3× Platino    | 120.000             |

## Lista de canciones
- Edición estándar

| Filipinas "Nandito Ako" |                                                                 |                                   |                                   |          |  |
| N.º                     | Título                                                          | Letras                            | Música                            | Duración |  |
| 1.                      | «Nandito Ako»                                                   | Aaron Paul Del Rosario            | Aaron Paul Del Rosario            | 4:26     |  |
| 2.                      | «I Found Your Love» («Gracias a Dios» en inglés)                | Alfredo Matheus · Joel Numa       | Juan Gabriel                      | 4:02     |  |
| 3.                      | «Tender Kisses»                                                 | Viktoria · Rica Arambulo          | Viktoria · Rica Arambulo          | 4:34     |  |
| 4.                      | «Mariang Taga Barrio» («María la del Barrio» en tagalog)        | Larry Chua                        | Paco Navarrete‡                   | 4:00     |  |
| 5.                      | «Tell Me»                                                       | Louie Ocampo                      | Louie Ocampo                      | 3:41     |  |
| 6.                      | «Chika Lang» («El Venao» en tagalog)                            | Larry Chua                        | Ramón Orlando                     | 5:47     |  |
| 7.                      | «You Are Still On My Mind» («Quiero hacerte el amor» en inglés) | Ish Ledesma                       | Daniel García · Mario Schajris    | 4:00     |  |
| 8.                      | «Amándote» (Versión Remix)                                      | A.B. Quintanilla III · Ricky Vela | A.B. Quintanilla III · Ricky Vela | 3:22     |  |
| 9.                      | «Hey, It's Me»                                                  | Jamie Rivera · Jimmy Antiporda    | Jamie Rivera · Jimmy Antiporda    | 4:20     |  |
| 10.                     | «Juana» (Versión en tagalog)                                    | Archie Martinez                   | Myra Stella Turner                | 2:51     |  |
| 42:12                   |                                                                 |                                   |                                   |          |  |

| Marimar 2007 |           |                  |                |          |  |
| N.º          | Título    | Letras           | Música         | Duración |  |
| 11.          | «Marimar» | Viviana Pimstein | Paco Navarrete | 3:22     |  |

Nota (‡): Viviana Pimstein escribió la letra en español de la canción.

## Historial de lanzamiento
| Año  | Tipo    | Discográfica           | Número de catálogo | Ref.   |
| ---- | ------- | ---------------------- | ------------------ | ------ |
| 2006 | Digital | EMI Music Distribution | -                  | [ 18 ] |
| 2007 | CD      | EMI Philippines, Inc.  | 509951188023       | [ 19 ] |